# Durerea dentară
Durerea dentară este durerea care apare la nivelul dinților sau a structurilor de susținere ale acestora, cauzată de diverse patologii dentare sau durere neasociată dinților. Când aceasta este severă poate influența somnul, mâncatul și alte activități zilnice.

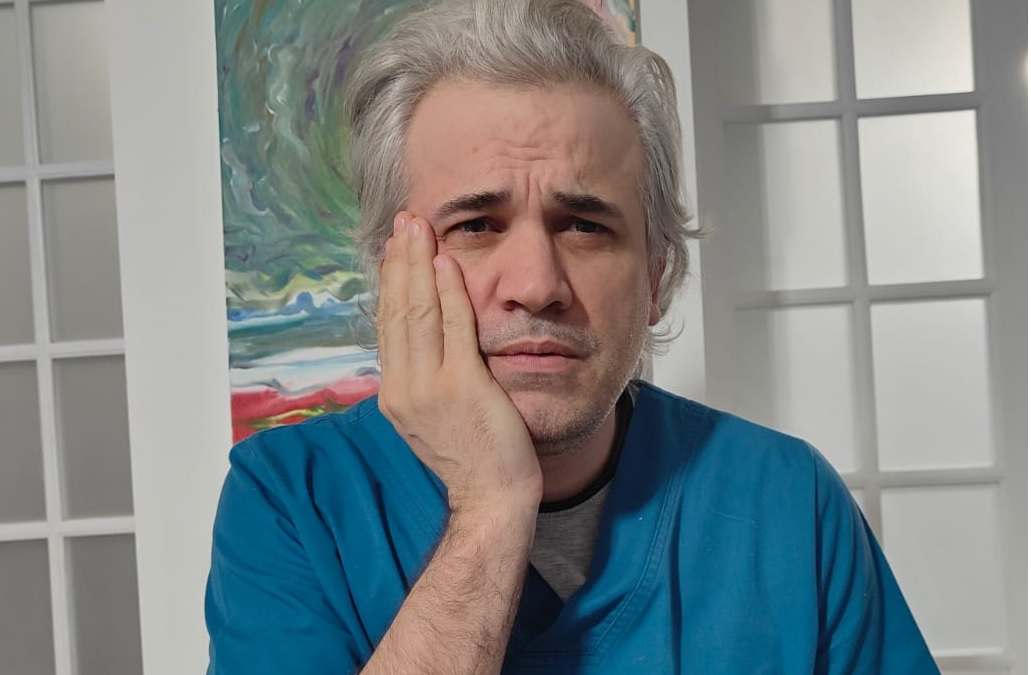
durerea de dinți

Cauzele comune ale durerii dentare includ inflamația pulpei (de obicei ca răspuns la cariile dentare, traume și alți factori), hipersensibilitatea dentinară, parodontita apicală (inflamația ligamentului parodontal și al osului alveolar din jurul apexului rădăcinii), abcesele dentare (colecție purulentă localizată), osteita alveolară (o posibilă complicație a extracției dentare), gingivita acută ulceo-necrotică și disfuncții temporo-mandibulare. 
Pulpita este reversibilă atunci când durerea este ușoară până la moderată și durează o perioadă scurtă de timp după un stimul (de exemplu la rece); sau ireversibilă atunci când durerea este severă, spontană și durează mult timp după un stimul. Lăsată netratată, pulpita poate deveni ireversibilă, apoi evoluează spre necroză pulpară (moartea pulpei) și parodontită apicală. Abcesele provoacă de obicei durere pulsatilă. Abcesul apical apare frecvent după necroza pulpară, abcesul pericoronar este de obicei asociat cu pericoronarita acută a unui molar de minte inferior, iar abcesele parodontale reprezintă o complicație a parodontitei cronice (boala gingiilor). Mai rar, afecțiunile non-dentare pot provoca dureri ale dinților, cum ar fi sinuzita maxilară, care poate determina apariția durerii dinților laterali superiori, sau angina pectorală, care poate provoca dureri la nivelul dinților inferiori. Diagnosticul corect poate fi uneori o provocare.
O igienă orală corectă ajută la prevenirea apariției durerilor dentare prin stoparea inițierii unei patologii la nivelul dinților. Tratamentul unei dureri dentare depinde de cauza apariției ei și poate implica realizarea unei obturații, unui tratament de canal, extracții, drenajul unui abces sau alte acțiuni remediale. Îndepărtarea durerii dentare este considerată principala responsabilitate a medicului dentist. Durerea dentară este cel mai comun tip de durere de la nivelul extremității faciale. Este una dintre motivele cele mai des întâlnite pentru urgențele stomatologice. În 2013, 223 de milioane de cazuri de durere dentară au apărut ca urmare a cariilor dentare de la nivelul dinților permanenți și 53 de milioane de cazuri la dinții temporari. Istoric, cererea pentru tratamentul durerii dentare se crede ca a dus la apariția chirurgiei dentare ca primă specialitate a medicinei.

## Cauze
Durerea dentară poate fi cauzată de afecțiuni dentare (odontogene) – cele care implică complexul pulpo-dentinar sau parodonțiul, sau de afecțiuni non-dentare (neodontogene) – cele ca sinuzita maxilară sau angina pectorală. Sunt multe cazuri non-dentare posibile, dar vasta majoritate a durerilor au localizare la nivelul dinților.
Atât pulpa, cât și ligamentul parodontal au nociceptori (receptori ai durerii), dar pulpei dentare îi lipsesc proprioceptorii (receptori ai mișcării și poziției) și mecanoreceptorii (receptori ai presiunii mecanice). În consecință, durerea care are originea în complexul pulpo-dentinar tinde să fie slab localizată, în timp ce durerea de la nivelul ligamentul parodontal va fi, de obicei, bine localizată , deși nu întotdeauna.
Drept urmare, ligamentul parodontal poate detecta presiunea exercitată când se mușcă ceva mai mic decât un fir de nisip (10-30 µm). Când un dinte este stimulat intenționat, un procent de 33% din oameni pot identifica corect dintele și aproximativ 20% nu pot restrânge locația stimulului la un grup de trei dinți. O altă diferență tipică între durerea pulpară si cea parodontală este că aceasta din urmă nu este agravată, de obicei, de stimuli termici.

## Dentare
Pulpare 
Majoritatea durerilor pulpare se integrează în una dintre următoarele tipuri, totuși, alte cauze rare (care nu se încadrează întotdeauna în aceste categorii) includ durerea galvanică și barodontologia.

### Pulpitele
Pulpitele (inflamația pulpei) pot fi decalnșate de stimuli variați, incluzându-i pe cei mecanici, termici, chimici și iritanți bacterieni sau mai rar, schimbări barometrice și radiații ionizante. Cauzele comune includ cariile dentare, traumele dentare (cum sunt fisurile sau fracturile) sau o obturație cu o adaptare marginală incorectă.
Deoarece pulpa este încadrată într-un înveliș exterior rigid, nu există spațiu pentru a permite tumefacția cauzată de inflamație. Prin urmare, inflamația crește presiunea în sistemul pulpar, comprimând potențial vasele de sânge care alimentează pulpa. Acest lucru poate duce la ischemie (lipsa de oxigen) și necroză (moartea țesuturilor). Pulpita este denumită reversibilă atunci când pulpa inflamată este capabilă să revină la o stare de sănătate și ireversibilă atunci când necroza pulpară este inevitabilă.
Pulpita reversibilă este caracteizată prin decalnșarea unei dureri scurte cauzată de rece sau, uneori, cald. Simptomele pulpitei reversibile pot dispărea, fie datorită faptului că stimulul declanșator este eliminat, cum ar fi atunci când cariile dentare sunt îndepărtate și se aplică o obturație, sau pentru că în interiorul camerei pulpare au fost produse noi straturi de dentina (dentină terțiară), izolând împotriva stimulului. Pulpita ireversibilă provoacă durere spontană sau persistentă ca răspuns la rece.
- Hipersensibilitatea dentară

Hipersensibilitatea dentinară este o durere dentară ascuțită, de scurtă durată care apare la aproximativ 15% din populație, fiind declanșată de rece (cum sunt lichidele sau aerul), alimentele dulci sau picante și răcoritoarele. Dinții prezintă în mod normal o senzație la acești stimuli, dar ce separă hipersensibilitatea de sensibilitatea normală a dinților este intensitatea durerii. Hipersensibilitatea este cauzată în mod frecvent de lipsa izolației față de factorii declanșatori de la nivelul cavității orale din cauza retracției gingivale, cu expunerea rădăcinii dinților, cu toate că poate apărea și după detartraj și planare radiculară, albire dentară sau ca urmare a eroziunii. Pulpa este normală și sănătoasă în hipersensibilitatea dentinară.
Sunt disponibile multe tratamente topice pentru hipersensibilitatea dentinară, inclusiv paste de dinți desensibilizante și lacuri de protecție care acoperă suprafața expusă a dentinei.Tratamentul cauzei principale este critic, deoarece măsurile topice sunt de obicei de scurtă durată. În timp, pulpa se adaptează prin producerea de noi straturi de dentina în interiorul camerei pulpare numită dentină terțiară, crescând grosimea dintre pulpă și suprafața expusă a dentinei și ducând la diminuarea hipersensibilității

## Parodontale
În general, afecțiunile parodontale cronice nu cauzează dureri. Mai degrabă este inflamația acută care este responsabilă pentru apariția durerii.
- Parodontita apicală

Parodontita apicală este o inflamație acută sau cronică localizată în jurul apexului dintelui cauzată de un răspuns imun la bacteriile dintr-o pulpă infectată. Nu apare ca urmare a necrozei pulpare, ceea ce înseamnă că testul de vitalitate pozitiv al dintelui poate însemna o parodontită apicală, iar o pulpă care a devenit non-vitală din cauza unor procese sterile, non-infecțioase (cum ar fi trauma) nu poate cauza parodontită apicală. Citotoxinele bacteriene ajung la regiunea din jurul rădăcinilor dintelui prin foramenul apical și canalele laterale, determinând vasodilatație, sensibilizare a nervilor, osteoliză (resorbție osoasă) și potențial formarea de abcese sau chisturi.
Ligamentul parodontal devine inflamat și poate apărea durerea la masticația pe acel dinte sau la palparea acestuia. Pe radiografie apare resorbția osoasă ca o zonă radiotransparentă în jurul apexului rădăcinii, deși acest lucru nu se manifestă imediat. Parodontita apicală acută este caracterizată printr-o durere bine localizată, spontană, persistentă, moderată spre severă. Procesul alveolar poate fi sensibil la palpare. Dintele poate fi extruzat și se poate simți mai înalt față de dinții adiacenți.
- Impactul alimentar

Impactul alimentar apare atunci când resturile alimentare, în special alimentele fibroase, cum ar fi carnea, sunt retenționate între doi dinți și sunt împinse în gingii în timpul masticației. Cauza frecventă a impactului alimentelor este întreruperea conturului interproximal normal sau deplasarea dinților astfel încât se creează un spațiu (un contact deschis). Cariile pot duce la distrucția unei părți a dintelui sau o obturație dentară poate să nu reproducă cu exactitate punctul de contact. Rezultă iritație, disconfort localizat sau durere ușoară și o senzație de presiune între cei doi dinți. Papila gingivală este inflamată, sensibilă și sângerează la atingere. Durerea apare în timpul și după masă și poate dispărea încet înainte de se declanșa din nou la următoarea masă, sau poate fi ameliorată imediat prin folosirea unei scobitori sau a aței dentare în zona afectată. Un abces gingival sau parodontal se poate dezvolta în această situație.
- Abcesul parodontal

Un abces parodontal este o colecție de puroi care se formează în cervixul gingival, de obicei ca un rezultat al unui parodontite cronice unde pungile sunt patologice dacă au o adâncime mai mare de 3 mm. Un spațiu gingival sănătos conține bacterii și tartru ținute sub control de către sistemul imunitar. Cu cât acest spațiu se mărește, echilibrul este perturbat și apare un răspuns inflamator acut, cu formarea puroiului. Detritusurile și inflmația gingivală afectează fluxul de fluide în și înafara pungii parodontale, accelerând rapid procesul inflamator. Pungile mari au o predispoziție mai mare în a colecta resturi alimentare, creând astfel surse adiționale de infecție.
Abcesele parodontale sunt mai puțin comune ca cele apicale, dar sunt totuși destul de frecvente. Diferența cheie între cele două constă în fapul că pulpa dintelui tinde să fie vitală și răspunde normal la testele de vitalitate. Totuși, un abces parodontal netratat poate determina moartea pulpei dacă ajunge la apexul dintelui într-o leziune parodonto-endodontică. Un abces parodontal poate apărea ca urmare a unei fracturi dentare, a colectării alimentelor într-o pungă parodontală (cu obturații precar realizate), a formării de tartru și a răspunsurilor imune scăzute (cum ar fi diabetul). Abcesul parodontal poate apărea și după detartrajul parodontal, ceea ce face ca gingiile să se fixeze în jurul dinților și să prindă detritusurile în spațiul parodontal. Durerea dentară cauzată de un abces parodontal este în general profundă și pulsatilă. Mucoasa orală care acoperă un abces parodontal precoce apare eritematoasă (roșie), umflată, lucioasă și dureroasă la atingere.
O variantă a abcesului parodontal este abcesul gingival, care este limitat la marginea gingivală, are o dezvoltare mai rapidă și este cauzat în mod uzual de o traumă determinată de oase de pește, scobitori, periuțe de dinți. Tratamentul abcesului parodontal este similar cu cel al abceselor dentare în general. Totuși, din moment ce dintele este viu, nu există dificultăți în a accesa sursa infecției și, prin urmare, antibioticele sunt utilizate împreună cu detartrajul și planarea radiculară.Apariția abcesului parodontal indică, de obicei, o parodontită avansată, ceea ce presupune o abordare corectă pentru a preveni recurența abceselor, inclusiv igienizarea zilnică și subgingival pentru a preveni depunerea plăcii dentare și a tartrului.
- Gingivita acută ulcero-necrozantă

Gingivita marginală comună ca răspuns la placa subgingivală este de obicei o afecțiune nedureroasă. Cu toate acestea, o formă acută de gingivita/parodontită, numită gingivită ulcero-necrozantă acută, se poate dezvolta adesea brusc. Se asociază cu dureri parodontale severe, sângerări ale gingiilor, ulcerații, dispariția papilelor interdentare și, posibil halitoză și gust neplăcut. Factorii predispozanți includ igiena orală precară, fumatul, malnutriția, stresul psihologic și imunosupresia. Această afecțiune nu este contagioasă, dar mai multe cazuri pot apărea simultan la populațiile care împărtășesc aceiași factori de risc (cum ar fi studenții dintr-un cămin în timpul unei perioade de examinare). Această gingivită se trateaza în mai multe vizite, mai întâi cu debridarea gingiei necrozate, îngrijiri la domiciliu cu apă de gură cu peroxid de hidrogen, analgezice și, când durerea s-a diminuat suficient, igienizarea subgingivală, atât profesional cât și la domiciliu. Antibioticele nu sunt indicate în managementul gingivitelor ulcero-necrozante doar dacă există o boală sistemică subiacentă.
- Pericoronarita

Pericoronarita este o inflamație a țesutului moale care înconjoară coroană unui dinte parțial erupt. Molarul de minte inferior este ultimul dinte care erupe în cavitatea bucală și de aceea, este cel mai frecvent inclus sau nu poate erupe corespunzător din cauza lipsei spațiului. Acest lucru determină erupția parțială a acestuia cu apariția unei zone de gingie (opercul) care acoperă dintele. Bacteriile și resturile alimentare se acumulează sub această gingie, fiind o zonă dificil de igienizat din cauza faptului că este localizată posterior și este puțin vizibilă. Molarul de minte superior antagonist, tinde să aibă cuspizii ascuțiți și să fie extruzat din cauza faptului că nu are dinte opozant pe care să muște, traumatizând în schimb operculul. Parodontita și cariile dentare se pot dezvolta fie pe molarul doi sau trei, iar inflmația cronică apare la nivelul țesuturilor moi. Pericoronarita cronică poate să nu determine apariția durerii, dar un episod de pericoronarită acută este asociat adesea cu formarea abcesului pericoronar. Semnele și simptomele specifice unui abces pericoronar includ durere severă, pulsatilă, care poate iradia în zonele adiacente la cap și gât, roșeață, sensibilitate și tumefacția gingiei care acoperă dintele. Poate apărea și trismusul (dificultate în a deschide gura), tumefacția facială și înroșirea obrazului care se suprapune unghiului mandibulei. Persoanele dezvoltă în mod normal pericoronarită în adolescența târzie sau la începutul vârstei de 20 de ani, deoarece aceasta este vârsta la care molarul de minte tinde să erupă. Tratamentul pentru condițiile acute include igienizarea zonei de sub opercul cu o soluție antiseptică, analgezice și antibiotice, dacă acestea sunt indicate. După ce episodul acut a fost controlat, tratamentul definitiv constă, de obicei, în extracția dintelui sau, mai puțin comun, în îndepărtarea țesutului moale. Dacă dintele este păstrat, o igienă orală bună este necesară pentru a menține zona curată, fără resturi alimentare pentru a preveni recurența infecției.
- Trauma ocluzală

Trauma ocluzală rezultă prin exercitarea unor forțe masticatorii excesive asupra dinților, care suprasolicită ligamentul parodontal, determinând durere parodontală și o creștere reversibilă a mobilității dintelui. Trauma ocluzală poate apărea o dată cu bruxismul, prafuncția prin care se încleștează și se scrâșnesc dinții pe timp de noapte sau zi. În timp, poate apărea atriția, care determină, de asemenea, hipersensibilitate dentinară și o posibila formare a unui abces parodonal, pe măsură ce trauma ocluzală cauzează modificări adaptative la nivelul osului alveolar.
Trauma ocluzală apare frecvent când o obturație realizată recent este prea înaltă, concetrând toată forța masticatorie asupra unui singur dinte. Diferențele de înălțime care măsoară mai puțin de 1 mm pot cauza dureri. Medicii stomatologi verifică de fiecare dată dacă noua obturație este în armonie cu ocluzia și dacă forțele masticatorii sunt distribuite corect pe dinți utilizând o hârtie de articulație. Dacă punctul mai înalt este eliminat rapid, durerea dispare și nu există o deteriorare permanentă. Strângerea excesivă a aparatului ortodontic poate determina apariția durerii parodontale și, ocazional, a abcesului parodontal.
- Osteita alveolară

Osteita alveolară este o complicație a extracției dentare (în special a molarilor de minte inferiori) în care cheagul de sânge nu se formează sau se pierde, lăsând alveola goală, cu osul expus cavității bucale. Durerea este moderată spre severă și are un caracter surd și pulsatil. 
Durerea este localizată la nivelul alveolei, dar poate iradia. În mod normal apare la 2-4 zile după extracție și poate dura 10-40 de zile. Vindecarea este întârziată și este tratată cu pansamenete de anestezice locale, care sunt necesare timp de 5-7 zile. Există anumite studii care arată că utilizarea apei de gură cu clorhexidină înainte de extracție previne osteita alveolară.
- Trauma dentară și sindromul de fractură dentară

Sindromul fracturii dentare se referă la un set foarte variabil de simptome de sensibilitate dureroasă care pot însoți o fractură dentară, de obicei durere sporadică, ascuțită, care apare în timpul masticației și care dispare la îndepărtarea presiunii masticatorii. Acest termen nu mai este utilizat, lăsând loc unei descrieri mai generalizate a fracturilor dentare, care permite variații mari de semne, simptome și prognostic pentru dinții traumatizați. O fractură a unui dinte poate implica smalțul, dentina și/sau pulpa și poate fi orientată orizontal sau vertical. Dinții fracturați pot provoca durere prin mai multe mecanisme, inclusiv hipersensibilitatea dentinei, pulpită (reversibilă sau ireversibilă), sau durere parodontală. În consecință, nu există un singur test sau combinație de simptome care să diagnosticheze cu exactitate o fractură sau o fisură, deși atunci când durerea poate fi stimulată provocând separarea cuspizilor dintelui, este foarte sugestivă pentru sindrom.  Fracturile verticale pot fi foarte greu de identificat, deoarece fisura poate fi rar sondată sau observată pe radiografii, întrucât fractura se desfășoară în planul filmelor radiologice convenționale.
Când durerea dentară rezultă din traumatisme dentare (indiferent de diagnosticul exact pulpar sau parodontal), tratamentul și prognosticul depind de amploarea leziunii dintelui, stadiul de dezvoltare al dintelui, gradul de deplasare sau, când dintele este avulsionat, timpul în afara alveolei și starea de sănătate a dintelui și osului. Datorită variației mari în tratament și prognostic, medicii stomatologi folosesc adesea ghiduri pentru a ajuta la determinarea prognosticului și a deciziilor directe de tratament.
Prognosticul pentru un dinte fracturat variază în funcție de amploarea fracturii. Acele fisuri care irită pulpa, dar care nu se extind prin camera pulpară pot fi stabilizate prin restaurările dentare, cum ar fi o coroană sau o obturație din rășină compozită. Dacă fractura se extinde prin camera pulpară și la nivelul rădăcinii, prognosticul dintelui este foarte scăzut.
- Leziuni endodontice-parodontale

Abcesul apical se poate extinde implicând pungile parodontale din jurul dintelui, iar aceste pungi pot determina apariția necrozei pulpare prin canalele accesorii sau prin formamenul apical. Aceste leziuni sunt denumite endodontice-parodontale și pot di dureroase, având semne și simptome similare cu abcesul parodontal sau pot determina durere ușoară sau lipsa durerii dacă este un procesc cronic și drenat. Tratamentul de canal este necesar înainte ca tratamentul parodontal să fie inițiat. În general, prognosticul leziunilor endo-parodonale pe termen lung este scăzut.

## Non-dentare
Cauzele non-dentare de durere sunt mai puțin comune comparativ cu cele dentare. Într-o durere dentară cu origine neuro-vasculară, durerea este asociată și cu o migrenă. Structurile locale și cele la distanță (urechea, creierul, artera carotidă sau inima) pot determina durere la nivelul dinților. Alte cauze non-dentare a durerii includ durerea miofascială (durerea musculară) și angina pectorală (durere în maxilarul inferior). Foarte rar, durerea dentară poate fi psihogenă ca origine.
Afecțiunile sinusului maxilar pot fi raportate la dinții superiori posteriori. Nervii alveolari posteriori, mijlocii și anteriori superiori sunt toți strâns asociați cu membrana sinusurilor. Osul dintre podeaua sinusului maxilar și rădăcinile dinților superiori laterali este foarte subțire și, frecvent, vârfurile acestor dinți perturbă conturul planșeului sinusal. În consecință, sinuzita maxilară acută sau cronică poate fi percepută ca o durere a dinților superiori, și neoplasme ale sinusurilor (cum ar fi carcinomul adenoid chistic) pot provoca dureri dentare percepute în mod similar dacă apare invazia malignă a nervilor superiori. În mod clasic, durerea sinuzală crește la manevrele Valsalva sau la înclinarea capului înainte.
Condițiile dureroase care nu au originea dentară sau structurile de suport pot afecta mucoasa orală a gingiilor și pot fi interpretate de către indivizi ca dureri dentare. Exemplele includ neoplasmul mucoasei gingivale sau alveolare (de obicei carcinom al celulelor scuamoase), condiții care determină apariția gingivostomatitelor sau a gingivitelor descuamative. Diferite afecțiuni pot implica osul alveolar și pot cauza dureri dentare non-odontogene, cum este limfomul Burkitt, infarct la nivelul mandibulei ca urmare a drepanicitozei, și osteomielita. Afecțiunile nervului trigemen pot imita o durere dentară, inclusiv zosterul trigeminal, nevralgia trigeminală, cefaleea Cluster și neuropatiile de trigemen. Foarte rar, o tumoră cerebrală poate determina durere dentară. Alt sindrom dureros cronic la nivelul feței care poate mima o durere dentară este afectarea articulației temporo-mandibulară, care este foarte comună. Durerea dentară care nu are o cauză identificabilă dentar sau medical este denumită uzual ca odontalgie atipică, care, la rândul său, este de obicei considerată un tip de durere facială atipică (sau durere facială idiopatică persistentă). Odontalgia atipică poate da simptome foarte neobișnuite, cum ar fi durerea care migrează de la un dinte la altul și care traversează granițele anatomice (cum ar fi de la dinții de pe hemiarcada stângă la cei de pe dreapta).

## Fiziopatologia
Un dinte este compus dintr-un înveliș exterior de țesut dur calcificat (de la cel mai dur la cel mai moale: smalț, dentină, cement) și un înveliș de țesut moale intern (sistemul pulpar), care conține nervii și vasele de sânge. Părțile vizibile în cavitatea orală – coroanele (acoperite de smalț)- sunt ancorate în os de către rădăcini (acoperite de cement). Sub straturile de cement și smalț, dentina alcătuiește cea mai mare parte a dintelui și înconjoară sistemul pulpar. Partea pulpei din interiorul coroanei se numește cameră pulpară, iar canalele centrale ale țesuturilor moi din interiorul fiecărei rădăcini sunt canale radiculare, care ies prin una sau mai multe orificii la capătul rădăcinii (foramen apical). Ligamentul parodontal conectează rădăcina de osul alveolar. Gingia acoperă procesul alveolar.
Smalțul nu este un țesut vital, întrucât nu are vase de sânge, nervi și celule vii. Drept urmare, procesele patologice care implică doar smalțul, cum sunt cavitățile superficiale și fisurile, tind să nu determine durere. Dentina conține mulți tubuli dentinari microscopici care prezintă un lichid și procesele celulelor odontoblastice, care comunică cu pulpa. Stimulii mecanici, osmotici sau alții determină mișcarea acestui fluid, cu declanșarea unui răspuns la nivelul nervilor din pulpă ( teoria hidrodinamicii a sensibilității pulpare). Datorită relației strânse dintre dentină și pulpă, este frecvent considerat acest ansamblu împreună, ca complexul pulpo-dentinar.
Dinții și gingiile prezintă senzații normale în starea de sănătate. Astfel de senzații sunt în general ascuțite și durează atât cât durează și stimulul. Există un spectru continuu de la senzația fiziologică la durerea din boală. Durerea este o senzație neplăcută cauzată de evenimente intense sau dăunătoare. Într-o durere dentară, nervii sunt stimulați fie de surse exogene (de exemplu, toxine bacteriene, produse secundare metabolice, substanțe chimice sau traumatisme), fie de factori endogeni (cum ar fi mediatorii inflamației).
Calea durerii este transmisă în mare parte prin fibrele nervoase mielinice Aδ (durerea ascuțită) și prin fibrele nervoase amielinice C (durere surdă, lentă, ca de arsură) ale nervului trigemen, care furnizează senzația la dinți și gingii prin mai multe ramuri și diviziuni. Inițial, durerea este resimțită în timpul aplicării stimulilor nocivi (rece). Expunerea continuă scade pragurile de declanșare ale nervilor, permițând stimulilor în mod normal nedureroși să declanșeze durerea (alodinie). Dacă se prelungește această expunere, stimulii nocivi produc descărcări mai mari la nivelul nervului, fiind percepuți ca o durere mai intensă. Durerea spontană poate apărea dacă pragul de durere este scăzut, astfel încât să se poată declanșa fără stimul (hiperalgezie). Componenta fizică a durerii este procesată în măduva coloanei vertebrale și percepută în cortexul frontal. Deoarece percepția durerii implică suprapunerea sistemelor senzoriale și o componentă emoțională, răspunsurile individuale la stimuli identici sunt variabile.

## Diagnosticul
Diagnosticul durerii dentare poate fi dificil de realizat, nu doar din pricina mărimii listei cu factori cauzali, dar și din cauza faptului că durerea dentară poate fi extrem de variabilă. Durerea dentară poate simula virtual orice durere asociată unui sindrom de la nivel facial. Totuși, vasta majoritate a durerilor dentare au o cauză dentară, mai degrabă decât una non-dentară. Cauzele dentare uzuale (ca pulpitele) ar trebui întotdeauna luate în considerare înainte de cele mai puțin întâlnite, non-dentare (ca infarctul miocardic). În contextul mai larg al durerii oro-faciale, toate cazurile de durere oro-facială pot fi considerate ca a avea o origine dentară până la proba contrarie. Diagnosticul pentru o durere dentară este deobicei determinat după următoarea secvență: istoric, examinare și investigații. Toate aceste informații sunt ulterior colectate și utilizate pentru a crea un tablou clinic și astfel un diagnostic diferențial poate fi identificat.

## Simptome
Cauza principală și debutul durerii sunt de obicei importante în diagnosticul durerii dentare. De exemplu, distincția cheie între pulpita reversibilă și ireversibilă este dată de istoric, cum ar fi durerea apărută în urma unui stimul la cea reversibilă și durerea persistentă în urma unui stimul și durerea spontană în cealaltă. Istoricul este, de asemenea, important în obturațiile recente sau alte tratamente stomatologice și traumatisme ale dinților. Pe baza celor mai frecvente cauze ale durerii dentare (hipersensibilitate dentinară, parodontită și pulpită), indicatorii cheie devin localizarea durerii (dacă durerea este percepută ca provenind de la un anumit dinte), sensibilitatea termică, durerea la masticație, spontaneitatea durerii și factorii care agravează durerea. Diferitele aspecte ale durerii dentare, cum ar fi efectul masticației asupra durerii, efectul stimulilor termici și efectul durerii asupra somnului, sunt stabilite verbal de către clinician, de obicei într-un mod sistematic, cum ar fi utilizarea metodei Socrate de evaluare a durerii.
Din anamneză, indicatorii pulpari, parodontali, o combinație între cei 2 sau cauze non-dentare pot fi observate. Durerea parodontală este localizată frecvent la un anumit dinte, este înrăutățită de masticația pe acel dinte, declanșată brusc și asociată cu sângerare și durere la periaj. Mai mult de un factor poate fi implicat în durerea dentară. De exemplu, un abces pulpar (care este de obicei sever, spontan și localizat) poate provoca parodontită periapicală (care duce la durere la mușcătură). Sindromul fracturii dentare poate provoca, de asemenea, o combinație de simptome. Parodontita laterală (care este de obicei fără nicio sensibilitate termică și sensibilă la masticație) poate provoca pulpită și dintele devine sensibil la rece.
Sursele non-dentare de durere cauzează frecvent episoade dureroase la nivelul mai multor dinți și au un epicentru care este fie deasupra, fie sub maxilare. Drept urmare, durerea cardiacă (care determină durere în dinții inferiori) iradiază de la nivelul pieptului și gâtului, iar sinuzita (care determină durere în dinții superiori) este agravată prin aplecare. Cum toate aceste afecțiuni pot mima o durere dentară, este posibil ca tratamentul stomatologic, precum obturații, tratamente endodontice, extracții, să nu fie necesare, medicul dentist realizându-le cu scopul de a îndepărta durerea, dar rezultatul este unul nedorit, de întârziere a diagnosticării corecte. Un semn distinctiv este că nu există o cauză dentară evidentă și pot fi prezente semne și simptome în altă parte a corpului. Deoarece migrenele sunt de obicei prezente de mulți ani, diagnosticul este mai ușor de pus. Adesea, caracterul durerii este cel care realizează diferențierea dintre durerea dentară și cea non-dentară.
Pulpitele ireversibile progresează către necroza pulpară, în care nervii sunt nefuncționali și poate fi experimentată o perioadă fără durere după durerea severă a pulpitei ireversibile. Totuși, este comun pentru pulpita ireversibilă să progreseze către parodontita apicală, inclusiv cu un abces apical acut, în lipsa tratamentului. Cum pulpita ireversibilă generează abces apical, caracterul durerii se poate schimba fără nici o perioada în care durerea să lipsească. Drept urmare, durerea devine localizată, iar masticația pe dintele respectiv este dureroasă. Băuturile fierbinți pot agrava durerea, iar cele reci să o calmeze.

## Examinarea
Examinarea clinică restrânge sursa durerii la un dinte sau la mai mulți sau determină dacă este o cauza non-dentară. Examinarea clinică se desfășoară de la exterior spre interior și de la general la specific. Extra-oral se palpează pentru a observa apariția sau nu a durerii sau a altor modificări a sinusurilor, mușchilor faciali și ai gâtului, articulațiile temporomandibulare și nodulii limfatici cervicali. Intraoral, țesutul moale al gingiilor, mucoasei, limbii și faringelui este examinat pentru semne de roșeață, inflamare sau deformare. În cele din urmă, sunt examinați și dinții. Fiecare dinte care ar putea fi dureros este percutat, palpat la baza rădăcinii și sondat cu un instrument dentar pentru eventuale leziuni carioase sau se utilizează o sondă parodontală pentru parodontită, apoi este observată mobilitatea dintelui.
Uneori, simptomele raportate în istoric sunt înșelătoare și conduc examinatorul către zona greșită a cavității orale. De exemplu, uneori oamenii pot confunda durerea de la pulpita dintr-un dinte inferior cu durerea din dinții superiori și invers. În alte cazuri, constatările aparente ale examinării pot fi înșelătoare și pot duce la un diagnostic și un tratament greșit. Puroiul dintr-un abces pericoronal asociat unui molar de minte inferior poate drena de-a lungul planului submucos și se poate descărca sub formă de parulis peste rădăcinile dinților spre partea din față a cavității (un „abces migrator”). Un alt exemplu este caria radiculară care este ascunsă vederii sub linia gingiei, dând aspectul unui dinte sănătos dacă nu se efectuează un examen parodontal atent.
Factorii care indică o infecție  includ mișcarea fluidului în țesuturi în timpul palpării, mărirea de volum a nodulilor limfatici de la nivelul gâtului și febră cu o temperatură orală mai mare de 37.7°C. 

## Investigații
Orice dinte care este identificat, fie în istoricul durerii sau în examenul clinic de bază, ca sursă a durerii dentare, poate fi supus unor teste suplimentare pentru determinarea vitalității pulpei dentare, infecției, fracturi sau parodontită. Aceste teste includ:
- Testele de sensibilitate a pulpei, de obicei efectuate cu o buletă de vată pe care este pulverizat clorură de etil pentru a servi ca stimul la rece sau cu un tester electric. Sprayul de aer de la unit poate fi, de asemenea, utilizat pentru a determina zonele de hipersensibilitate dentinară. Testele de căldură pot fi realizate și cu gutapercă fierbinte. Un dinte sănătos va simți stimulul rece, dar durerea va fi ușoară și va dispărea odată ce stimulul este îndepărtat. Precizia acestor teste a fost raportată ca 86% pentru testarea la rece, 81% pentru testarea electrică a pulpei și 71% pentru testarea la căldură. Din cauza lipsei de sensibilitate a testului, un al doilea simptom ar trebui să fie prezent sau un test pozitiv înainte de a pune un diagnostic.
- Radiografiile se utilizează pentru a descoperi cariile dentare și pierdea osoasă laterală sau în jurul apexului.
- Evaluarea durerii la mușcătură pe fiecare dinte sau pe fiecare cuspid (în cazul sindromului de fractură)

Cele mai puțin utilizate teste includ trans-iluminarea (pentru a detecta congestia sinusului maxilar sau pentru a evidenția o fisură într-un dinte), colorarea (pentru a ajuta la vizualizarea unei fisuri), o cavitate de testare, anestezie selectivă și debitmetrie laser Doppler.
Stabilirea unui diagnostic de durere non-dentară este inițial efectuat prin întrebări atente despre zonă, natură, factorii agravanți și amelioranți  și durata durerii, apoi excluzând orice cauze dentare. Nu există tratamente specifice pentru durerea non-dentară (fiecare tratament este îndreptat către cauza durerii, mai degrabă decât durerea dentară în sine), dar un medic stomatolog poate ajuta prin oferirea unor surse potențiale de durere și prin direcționarea pacientului către îngrijirea adecvată. Cea mai critică cauză non-dentară este iradierea durerii din angina pectorală în dinții inferiori și potențiala nevoie de îngrijire cardiacă urgentă.

## Diagnosticul diferențial
| Parametri                        | Hipersensibi-litatea dentinară                                                                                 | Pulpita reversibilă                              | Pulpita ireversibilă                                                    | Necroza pulpară                                                            | Parodontita apicală | Abcesul parodontal                                                                           | Pericoro-narita                                    | Durerea miofas-cială                                                         | Sinuzita maxilară                                              |
| Localizare                       | Slab localizată                                                                                                | Slab localizată                                  | Variabil, localizată sau difuză                                         | Fără durere                                                                | Bine localizată | De obicei, bine localizată                                                                   | Bine localiza-tă, asociată cu un dinte semiin-clus | Difuză, frecvent la mai mulți mușchi                                         | Dinții laterali superiori                                      |
| Debut                            | Gradual | Variabil                                         | Variabil                                                                | De la durere de pulpită reversibilă la lipsa durerii în câteva zile        | Gradual, de obicei urmează săptămâni de durere termică la nivelul dintelui                                               | Brusc, fără episoade de sensibilitate termică                                                | Brusc                                              | Foarte lent, de la săptă-mâni la luni                                        | Brusc                                                          |
| Caracter                         | Ascuțit, rapid reversibil                                                                                      | Ascuțit                                          | Surd, durere continuă. Poate fi și ascuțit                              | Fără durere                                                                | Surd, durere continuă pulsati-lă                                                                                         | Surd, durere continuă pulsatilă                                                              | Ascuțit                                            | Surd                                                                         | Surd,sensibilitate termică ocazională a dinților laterali      |
| Iradiere                         | Nu depășește linia mediană                                                                                     | Nu depășește linia mediană                       | Nu depășește linia mediană                                              | -                                                                          | Nu depășește linia mediană                                                                                               | Scăzută, bine localizată                                                                     | Moderată- la mandibulă/gât                         | Extinsă, gât/ tâmple                                                         | Moderată, în alte zone ale sinusurilor faciale                 |
| Simptome asociate                | Pacientul se poate plânge de retracția gingivală și/sau a cavităților de abraziune din cauza periuței de dinți | Pot urma unui tratament restaurativ sau o traumă | Urmează o perioadă de durere care nu persistă                           | Urmează o perioadă de durere spontană                                      | Dintele se poate simți mai înalt                                                                                         | Poate fi raportată o senzație de corp străin rămas în gingii                                 | Erupția dintelui                                   | Dureri de cap, dureri de gât, perioade de stres sau episoade de trismus      | Simptomele unei infecții a tractului respirator superior       |
| Durata                           | Hipersensibili-tate atât timp cât se aplică stimul; adesea se înrăutățește la rece                             | Durere pe durata de aplicare a stimulului        | Durere persistentă la cald sau rece sau spontană                        | Absența durerii după zile sau săptămâni de durere intensă, bine localizată | Durere la masticație, urmată de o durere surdă, constantă                                                                | Dureremsurdă cu creșterea acută a durerii la mișcarea dintelui, sensibilitate termică minimă | Durere surdă constantă, fără stimul                | Spontan, se intensifică cu masticația sau mișcarea maxilaru-lui              | Spontan, mai intens când capul este înclinat înainte           |
| Factori agravanți și amelioranți | Agravanți:termici, mai ales rece                                                                               | Agravanți: termici, dulce                        | Analgezicee simple au un efect redus                                    | Căldura prelungită poate ameliora durerea                                  | La fel ca pulpita ireversibilă sau fără răspuns la rece, durere persistentă la cald, durere la masticație sau la culcare | Percuția dintelui agravează durerea, curățarea zonei o poate ameliora                        | Curățareanzonei poate crește durerea               | Odihna sau gheața amelio-rează durerea, mișcarea și mastica-ția o agravea-ză | Înclinarea capului înainte, mișcările bruște agravează durerea |
| Severitate                       | Maipuțin sever ca pulpitele                                                                                    | Sever, pentru o perioadă scurtă                  | Variabil; durerea se risipește până când țesutul periapical esteafectat | Sever                                                                      | Sever | Sever                                                                                        | Ușor spre sever                                    | Ușor spre sever                                                              | Ușor spre sever                                                |
| Efecte asupra somnului           | Niciunul | Niciunul                                         | Somn întrerupt                                                          | Niciunul                                                                   | Somn întrerupt | Variabile, poate fi întrerupt somnul                                                         | Moderat spre sever, cu întreruperea somnului       | Rar                                                                          | Rar                                                            |

## Prevenție
Deoarece cele mai multe dureri dentare sunt rezultatul afecțiunilor legate de placa bacteriană, cum ar fi cariile dentare și boala parodontală, majoritatea cazurilor ar putea fi prevenite prin evitarea unei diete cariogene și menținerea unei bune igiene orale. Adică reducerea consumului de zahăr rafinat pe zi și spălarea dinților de două ori pe zi cu pastă de dinți cu fluor și curățarea interdentară. Vizitele regulate la un medic stomatolog cresc, de asemenea, probabilitatea ca problemele să fie detectate devreme și evitate înainte de apariția durerii dentare. Traumatismele dentare ar putea fi, de asemenea, reduse semnificativ prin utilizarea de rutină a gutierelor dentare în sporturile de contact.

## Management
Există multe cauze ale durerii dentare, iar diagnosticul acesteia reprezintă un subiect de specialitate, ceea ce presupune necesitatea unui control la medicul stomatolog. Din moment ce majoritatea cazurilor sunt de natură inflamatorie, medicamentele antiinflamatorii non-steroidiene pot ajuta (doar dacă nu sunt contraindicate, cum este cazul în ulcerul peptic). În general, aceste antiinflamatorii sunt atât de eficiente precum aspirina sau în combinație cu codeina. Totuși, analgezicele simple pot avea un efect redus pe unele cazuri de dureri dentare, iar durerea severă pot împinge pacientul să depășească doza maximă. De exemplu, când paracetamolul este utilizat pentru o durere dentară, o supradoză accidentală este mai probabil să apară, comparativ cu situațiile când acesta este utilizat pentru alte motive. Un alt risc la persoanele cu durere dentară este apariția unei arsuri chimice dureroase a mucoasei orale, cauzată de menținerea în cavitatea orală a unei substanțe caustice, cum sunt tabletele de aspirină și medicamentele care conțin eugenol. Deși logica că plasarea unei tablete la nivelul durerii este de înțeles, o tabletă de aspirină trebuie înghițită pentru ca efectul calmant să fie observat. Remediile caustice pentru durerea dentară necesită o aplicare atentă numai pe dinte, fără a intra în contact excesiv cu țesuturile moi ale cavității orale.
Pentru medicul dentist, scopul tratamentului general este de a ameliora durerea și orice este posibil pentru a păstra sau restaura funcțiile afectate. Tratamentul depinde de cauza durerii dentare și frecvent, o decizie clinică în ceea ce privește starea curentă și prognosticul pe termen lung al dintelui afectat, la fel ca și dorințele pacientului și abilitatea de a face față tratamentelor dentare, vor influența alegerea tratamentului. Adesea, administrarea unui anestezic local intra-oral, cum ar fi lidocaina și epinefrina, este indicată pentru a realiza un tratament fără durere. Tratamentul poate varia de la sfaturi simple, îndepărtarea cariilor dentare cu o freză dentară și plasarea ulterioară a unei obturații, până la tratamentul de canal, extracția dinților sau debridarea.

## Pulpitele și sechelele acestora
În pulpită, o distincție importantă în ceea ce privește tratamentul este dacă inflamația este reversibilă sau ireversibilă. Tratamentul pulpitei reversibile este prin eliminarea sau corectarea factorului cauzal. De obicei, caria este îndepărtată și se folosește un pansament sedativ pentru a încuraja pulpa să revină la o stare inițială, fie ca bază sub o obturație permanentă, fie ca obturație temporară destinată să dureze o perioadă în timp ce se observă dintele pentru a vedea dacă pulpita se vindecă. Pulpita ireversibilă, necroza pulpară și parodontita apicală necesită tratament cu terapie endodontică sau extracție dentară, deoarece pulpa acționează ca un focar de infecție, care va determina apariția unei infecții cronice, dacă nu este îndepărtată. În general, nu există nicio diferență în ceea ce privește rezultatele dacă tratamentul de canal este finalizat în una sau mai multe ședințe. Domeniul endodonției regenerative dezvoltă acum modalități de curățare a camerei pulpare și de regenerare a țesuturilor moi și dure, fie pentru a favoriza creșterea, fie pentru a simula structura pulpei. Acest lucru s-a dovedit util în special la copiii la care rădăcina dentară nu este dezvoltată complet, iar tratamentele de canal au rate de succes mai mici.
Pulpitele reversibile/ireversibile sunt un concept distinct de la faptul că dintele este restaurabil sau nerestaurabil, de exemplu, un dinte poate avea doar pulpită reversibilă, dar a fost slăbit structural de carii sau traumatisme până la punctul în care este imposibil să se restaureze dintele pe termen lung.

## Abcesul dentar
Un principiu general cu privire la abcesul dentar este ubi pus, ibi evacua (unde este puroi, drenează-l), care se aplică la orice caz unde există o colecție de puroi în țesuturi (cum este abcesul parodonal, abcesul pericoronar sau cel apical). Puroiul din abces este în tensiune, iar țesuturile înconjurătoare sunt deformate și întinse. Acest lucru duce la o senzație de pulsație (deseori în timp cu pulsul) și durere constantă. Puroiul poate fi evacuat prin dinte prin frezarea către camera pulpară (o cavitate de acces endodontic). Un astfel de tratament este uneori numit drenaj deschis. Drenajul poate fi efectuat și prin intermediul alveolei dentare, odată ce dintele cauzator este extras. Dacă niciuna dintre aceste măsuri nu au succes sau sunt imposibile, poate fi necesară incizia și drenajul, în care se realizează o mică incizie în țesuturile moi direct peste abces. Un instrument chirurgical, cum ar fi o pensetă, este introdus ușor în incizie și deschis, în timp ce abcesul este masat pentru a încuraja puroiul să se dreneze. De obicei, reducerea durerii atunci când puroiul este evacuat este imediată și marcantă pe măsură ce presiunea acumulată este eliberată. Dacă puroiul se scurge în gură, pacientul sesizează un gust neplăcut.

## Antibioticele
Antibioticele tind să fie utilizate extensiv pentru urgențele dentare. Deoarece probele pentru cultura microbiologică și sensibilitate nu sunt efectuate aproape niciodată în practica stomatologică generală, antibioticele cu spectru larg, cum ar fi amoxicilina, sunt utilizate în mod frecvent pentru o perioadă scurtă de aproximativ trei până la șapte zile. Antibioticele sunt văzute ca un „tratament rapid” atât de către medicii dentiști, care, de obicei, au un timp scurt pentru a rezolva urgențele, cât și de către pacienți, care tind să dorească să evite tratamentele stomatologice, care sunt percepute negativ. Totuși, antibioticele doar suprimă temporar o infecție, iar necesitatea unui tratament definitiv este doar amânată pentru o durată de timp imprevizibilă. Aproximativ 10% din toate rețetele de antibiotic sunt prescrise de către medicii stomatologi, un factor major în rezistența antibioticelor. Acestea sunt utilizate nepotrivit adesea, în condiții pentru care ele sunt ineficiente sau riscurile acestora depășesc beneficiile, cum ar fi pulpita ireversibilă, abcesul apical, alveolita uscată sau pericoronarite ușoare. Totuși, realitatea este că antibioticele sunt rareori necesare, și ar trebui utilizate restrictiv în medicina dentară. Măsurile locale, ca incizia și drenajul și îndepărtarea cauzei infecției au un beneficiu terapeutic mai mare și mult mai important. Dacă drenajul abcesului a reușit, antibioticele nu sunt de obicei necesare. 
Antibioticele tind să fie utilizate atunci când măsurile locale nu pot fi efectuate imediat. În acest caz, antibioticele suprimă infecția până când măsurile locale se pot realiza. Trismusul sever poate apărea atunci când mușchii masticatori sunt implicați într-o infecție odontogenică, făcând orice tratament imposibil de realizat. Indivizii imunocompromiși sunt mai puțini capabili să lupte cu infecția, iar antibioticele sunt frecvent prescrise în aceste situații. Dovezile implicării sistemice (cum este febra mai mare de 38.5°C, limfoadenopatia cervicală sau o stare de rău) indică, de asemenea, necesitatea unei terapii antibiotice, precum și la cele cu răspândire rapidă a infecției, celulita infecțioasă sau pericoronarită severă. Salivația excesivă și dificultate în deglutiție sunt semne ale unei posibile afectări a căilor respiratorii și pot precede dificultăți de respirație. Angina Ludwig și tromboza sinusului cavernos sunt complicații rare, dar grave ale infecțiilor odontogenice. Infecțiile severe tind să fie gestionate în spital.

## Prognosticul
Majoritatea durerilor dentare pot fi tratate prin stomatologia de rutină. În cazuri rare, durerea dentară poate fi un simptom care reprezintă o afecțiune care pune viața în pericol, cum ar fi o infecție profundă a gâtului (comprimarea căilor respiratorii printr-o infecție odontogenă răspândită) sau ceva mai îndepărtat, cum ar fi un atac de cord.
Cariile dentare, dacă sunt netratate, urmează o istorie naturală predictibilă pe măsură ce se apropie de camera pulpară. Inițial, cauzează pulpită reversibilă, apoi pulpită ireversibilă care poate avansa spre necroza pulpară cu parodontită periapicală și, în final, cu necroza cu abces periapical. Pulpita reversibilă poate fi stopată prin îndepărtarea cariei și aplicarea unui material sedativ pe orice zonă a cavității care este în apropierea camerei pulpare. Pulpita ireversibilă și necroza pulpară sunt tratate fie printr-un tratament endodontic, fie prin extracție. Infecția țesutului periacpical se va rezolva prin tratamentul pulpei, doar dacă nu s-a extins către celulită sau chist radicular. Rata de succes a tratamentului restaurativ în pulpitele reversibile depinde de extinderea afecțiunii, precum și a câtorva factori tehnici, cum sunt utilizarea sau nu a agentului sedativ sau a digăi. Rata de succes a tratamentului de canal depinde, de asemenea, de gradul de îmbolnăvire (terapia endodontică pentru pulpita ireversibilă are în general o rată de succes mai mare decât în cazul necrozei cu abces periapical) și de mulți alți factori tehnici.

## Epidemiologiac
În Statele Unite, se estimează că 12% dintre oameni au raportat că au avut dureri dentare la un moment dat în cele șase luni înainte de interogatoriu. Persoanele cu vârste între 18 și 34 de ani au raportat rate mult mai mari de dureri dentare față de cele de 75 de ani sau peste. Într-un sondaj efectuat pe școlari australieni, 12% au avut dureri dentare înainte de vârsta de cinci ani și 32% până la vârsta de 12 ani. Traumele dentare sunt extrem de frecvente și tind să apară mai des la copii decât la adulți.
Durerea dentară poate apărea la orice vârstă, indiferent de sex și în orice regiune geografică. Diagnosticarea și ameliorarea durerii dentare este considerată una dintre principalele responsabilități ale medicilor stomatologi. Se crede că pulpita ireversibilă este cel mai frecvent motiv pentru care oamenii solicită tratament stomatologic de urgență. Deoarece cariile dentare asociate cu pulpita sunt cea mai frecventă cauză, durerea dentară apare mai frecventă la populațiile care prezintă un risc mai mare de carie dentară. Prevalența cariilor într-o populație depinde de factori precum dieta (zaharuri rafinate), statutul socio-economic și expunerea la fluor (cum ar fi zonele fără fluorurare a apei).

## Istoria, societatea și cultura
Prima mențiune cunoscută despre carii și dureri dentare apare pe o tăbliță de argilă sumeriană, denumită acum „Legenda viermelui”. A fost scrisă în cuneiform, recuperată din valea Eufratului și datează din jurul anului 5000 î.Hr. Credința că cariile și durerile dentare sunt cauzate de viermii dinților se găsește în India antică, Egipt, Japonia și China și persistă până în Epoca Iluminismului. Deși durerea dentară este o problemă străveche, se crede că oamenii din trecut sufereau mai puțin de carii dentare datorită lipsei de zaharuri rafinate în dietă. Pe cealaltă parte, dietele conțineau frecvent alimente dure, ceea ce determina uzura dentară. De exemplu, ipotezele susțin că egiptenii antici prezentau o uzură dentară accentuată din cauza nisipului deșertului suflat de vânt, amestecându-se cu aluatul pâinii lor.
Arhigenii din Apamea descriu utilizarea unei ape de gură obținute prin fierberea nucilor și viței cu baloane în oțet și a unui amestec de râme prăjite, unguent de nard și ouă de păianjen zdrobite. Pliny îi sfătuia pe cei care sufereau de dureri dentare să întrebe o broasca, la miezul nopții, dacă le poate opri durerea. Medicul lui Claudius, Scribonius Largus recomanda „fumigații făcute cu semințele de hioscyamus împrăștiate pe cărbune aprins... urmate de clătiri ale gurii cu apă fierbinte, în acest fel... viermii mici sunt expulzați.”
În creștinism, Sfânta Apollonia este patrona durerilor dentare și a altor probleme din această sferă. Ea a fost o martiră creștină timpurie care a fost persecutată pentru credințele ei din Alexandria în timpul epocii imperiale romane. O gloată a lovit-o în mod repetat în față, până când i-au fost sparți toți dinții. A fost amenințată că va fi arsă de vie dacă nu renunța la creștinism, dar a ales să se arunce în foc. Se presupune că cei care suferă de dureri dentare și care îi invocă numele vor găsi alinare.
În secolul al XV-lea, preotul-medic Andrew Boorde descrie o „tehnică de deparazitare” a dinților: „Și dacă [durerea de dinți] vine de la viermi, faceți o lumânare de ceară cu semințe de Henbane și aprindeți-o și lăsați parfumul lumânării să intre în dinte, apoi aplecați-vă peste un vas cu apă rece și scoateți viermii din apă, omorându-i cu unghia.”
Albucasis (Abu al-Qasim Khalaf ibn al-Abbas Al-Zahrawi) folosea cauterul pentru durerea dentară, introducând un ac fierbinte în pulpa dintelui. Chirurgul medieval Guy de Chauliac a folosit un camfor, amestec de sulf, smirnă și asafetidă pentru a umple dinții și a vindeca viermii și durerile dentare. Anatomistul francez Ambroise Paré a recomandat: „Durerea de dinți este, dintre toate celelalte, cea mai atroce durere care poate chinui un om, fiind urmată de moarte. Eroziunea (adică caria dentară) este efectul unei stări acute și neplăcute. Pentru a o combate, trebuie să se recurgă la cauterizare...prin cauterizare...se arde nervul, făcându-l astfel incapabil să simtă din nou sau să provoace durere”.
În epoca Elisabetană, durerea dentară era o boală asociată cu îndrăgostiții, ca în piesa lui Massinger și Fletcher The False One. Durerea dentară apare și într-o serie de piese ale lui William Shakespeare, precum Othello și Cymbeline. În Much Ado About Nothing, Actul III scena 2, întrebat de tovarășii săi de ce se simte trist, un personaj răspunde că îl dor dinții pentru a nu admite adevărul că este îndrăgostit. Se face referire la „vierme de dinți” precum o cauză a durerii dentare și la extracția dentară ca remediu („trageți-l”). În Actul V, scena 1, un alt personaj remarcă: „Pentru că nu a existat încă un filosof care să suporte durerea de dinți cu răbdare.” În limbajul modern, acest lucru se traduce prin observația că filozofii sunt încă oameni și simt durere, chiar dacă ei pretind că au depășit suferința și nenorocirea umană. De fapt, personajul îl mustră pe prietenul său pentru că încearcă să-l facă să se simtă mai bine cu platitudinile filozofice.
Poetul scoțian, Robert Burns scria „În atenția durerii dentare” în 1786, inspirat de propria durere. Poemul elaborează severitatea durerii dentare, fiind descrisă ca "hell o' a' diseases" (o durere a dracu).
O serie de plante și copaci includ termenul de "toothache"(durere dentară) în numele lor comun. Frasinul înțepător (Zanthoxylum americanum) este uneori numit  "toothache tree" (copacul durerii dentare), iar scoarța sa "toothache bark", în timp ce Ctenium Americanum este uneori numit "toothache grass" (iarbă de durere dentară), iar Acmella oleracea este numit "toothache plant" (plantă de durere dentară). Pelitoriul (Anacyclus pyrethrum) a fost folosit în mod tradițional pentru a calma durerile dentare.
În Kathmandu, Nepal, există un altar pentru Vaishya Dev, zeul Newar al durerii dentare. Altarul este alcătuit dintr-o parte de copac bătrân pe care cei care suferă de dureri dentare bat în cuie o monedă de rupie pentru a-i cere zeului să le aline durerea. Bucul de lemn este numit „arborele durerii dentare” și se spune că a fost tăiat din arborele legendar, Bangemudha. Pe această stradă, încă mai există mulți oameni care extrag dinții tradiționali și mulți dintre medicii stomatologi ai orașului au reclame plasate lângă copac.
Expresia durere de dinți în oase este uneori folosită pentru a descrie durerea în anumite tipuri de neuropatie diabetică.